# Xã Franklin, Quận Portage, Ohio
Xã Franklin (tiếng Anh: Franklin Township) là một xã thuộc quận Portage, tiểu bang Ohio, Hoa Kỳ. Năm 2010, dân số của xã này là 5.527 người.